# Campionato sloveno di pallamano maschile
Il campionato sloveno di pallamano maschile è l'insieme dei tornei istituiti ed organizzati dalla Federazione di pallamano della Slovenia.

La prima stagione si disputò nel 1992-93; dall'origine a tutto il 2024-25 si sono tenute 34 edizioni del torneo.

La squadra che vanta il maggior numero di campionati vinti è il RK Celje con 25 titoli, a seguire c'è il RK Gorenje Velenje con 4.

L'attuale squadra campione in carica è lo RD Slovan Lubiana che ha vinto l'edizione 2024-25 del campionato.

Il torneo di primo livello del campionato è denominato Liga NLB.

## Liga NLB
La Liga NLB è il massimo campionato maschile e si svolge tra 12 squadre.

Si compone di una stagione regolare in cui i club si affrontano in un girone all'italiana con partite di andata e ritorno; successivamente le squadre classificate dal 1º al 6º posto in classifica disputano la seconda fase con un girone di sola andata per il titolo.

La squadra 1ª classificata al termine della seconda fase è proclamata campione di Slovenia.
Le squadre classificate dal 7º al 12º posto in classifica disputano la seconda fase con un girone di sola andata per non retrocedere.

La squadra classificata al 12º posto retrocede in seconda divisione nella stagione successiva.

### Squadre partecipanti al campionato 2022-2023
- Celje
- Riko Ribnica
- Trimo Trebnje
- Gorenje Velenje
- Dobova
- Jeruzalem Ormož
- Sviš Ivančna Gorica
- Koper
- Urbanscape Loka
- Slovenj Gradec
- Maribor Branik
- Krško
- Slovan Lubiana
- Krka

### Serie minori
Al di sotto della Liga NLB (1.A Držvana Rokometna Liga, in italiano Prima Lega di pallamano statale) vi sono due ulteriori campionati. La seconda divisione è chiamata 1.B DRL mentre la terza serie è divisa a gironi territoriali ed è chiamata 2.RL.

## Statistiche

### Albo d'oro
| Edizione | Vincitore       | N° Titolo  | 2º classificato | Note |
| -------- | --------------- | ---------- | --------------- | ---- |
| 1992     | Celje           | 1º titolo  | Slovan Lubiana  |      |
| 1992-93  | Celje           | 2º titolo  | Kozina          |      |
| 1993-94  | Celje           | 3º titolo  | Gorenje Velenje |      |
| 1994-95  | Celje           | 4º titolo  | Kozina          |      |
| 1995-96  | Celje           | 5º titolo  | Gorenje Velenje |      |
| 1996-97  | Celje           | 6º titolo  | Slovenj Gradec  |      |
| 1997-98  | Celje           | 7º titolo  | Slovenj Gradec  |      |
| 1998-99  | Celje           | 8º titolo  | Slovenj Gradec  |      |
| 1999-00  | Celje           | 9º titolo  | Prule 67        |      |
| 2000-01  | Celje           | 10º titolo | Prule 67        |      |
| 2001-02  | Prule 67        | 1º titolo  | Celje           |      |
| 2002-03  | Celje           | 11º titolo | Prule 67        |      |
| 2003-04  | Celje           | 12º titolo | Gorenje Velenje |      |
| 2004-05  | Celje           | 13º titolo | Gorenje Velenje |      |
| 2005-06  | Celje           | 14º titolo | Kozina          |      |
| 2006-07  | Celje           | 15º titolo | Gorenje Velenje |      |
| 2007-08  | Celje           | 16º titolo | Koper           |      |
| 2008-09  | Gorenje Velenje | 1º titolo  | Koper           |      |
| 2009-10  | Celje           | 17º titolo | Gorenje Velenje |      |
| 2010-11  | Koper           | 1º titolo  | Gorenje Velenje |      |
| 2011-12  | Gorenje Velenje | 2º titolo  | Celje           |      |
| 2012-13  | Gorenje Velenje | 3º titolo  | Celje           |      |
| 2013-14  | Celje           | 18º titolo | Gorenje Velenje |      |
| 2014-15  | Celje           | 19º titolo | Gorenje Velenje |      |
| 2015-16  | Celje           | 20º titolo | Gorenje Velenje |      |
| 2016-17  | Celje           | 21º titolo | Gorenje Velenje |      |
| 2017-18  | Celje           | 22º titolo | Riko Ribnica    |      |
| 2018-19  | Celje           | 23º titolo | Gorenje Velenje |      |
| 2019-20  | Celje           | 24º titolo | Riko Ribnica    |      |
| 2020-21  | Gorenje Velenje | 4º titolo  | Trimo Trebnje   |      |
| 2021-22  | Celje           | 25º titolo | Trimo Trebnje   |      |
| 2022-23  | Celje           | 26º titolo | Gorenje Velenje |      |
| 2023-24  | Gorenje Velenje | 5º titolo  | Trimo Trebnje   |      |
| 2024-25  | Slovan Lubiana  | 1º titolo  | Gorenje Velenje |      |

### Riepilogo vittorie per club
| Numero | Club            | Anni |
| ------ | --------------- | --- |
| 26     | Celje           | 1992-93, 1993-94, 1994-1995, 1995-96, 1996-97, 1997-98, 1998-99, 1999-00, 2000-01, 2002-03, 2003-04, 2004-05, 2005-06, 2006-07, 2007-08, 2009-10, 2013-14, 2014-15, 2015-16, 2016-17, 2017-18, 2018-19, 2019-20, 2021-22, 2022-23 |
| 5      | Gorenje Velenje | 2008-09, 2011-2012, 2012-13, 2020-21, 2023-24 |
| 1      | Slovan Lubiana  | 2024-25 |
| 1      | Koper           | 2010-11 |
| 1      | Prule 67        | 2001-02 |